# Отаево
Ота́ево — деревня в Сясьстройском городском поселении Волховского района Ленинградской области.

## История
Деревня Атаева упоминается на карте Санкт-Петербургской губернии 1792 года А. М. Вильбрехта.
На карте Санкт-Петербургской губернии Ф. Ф. Шуберта 1834 года обозначены деревни Малая и Большая Отаева.

БОЛЬШАЯ ОТАЕВА — деревня принадлежит Казённому ведомству, число жителей по ревизии: 20 м. п., 29 ж. п.

МАЛАЯ ОТАЕВА — деревня принадлежит Казённому ведомству, число жителей по ревизии: 1 м п., 1 ж. п. (1838 год)

Деревни Малая и Большая Отаева отмечены на карте Ф. Ф. Шуберта 1844 года.

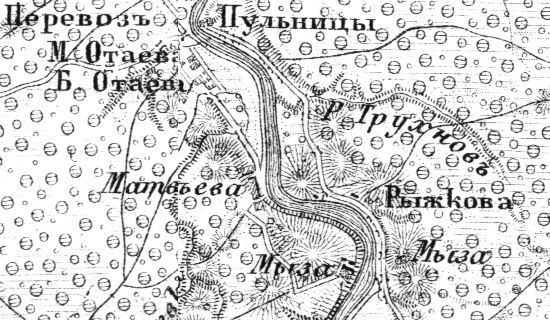
Деревни Малая и Большая Отаева на карте Ф. Ф. Шуберта 1855 года

БОЛЬШАЯ ОТАЕВА — деревня Ведомства государственного имущества, по просёлочной дороге, число дворов — 15, число душ — 17 м. п.

МАЛАЯ ОТАЕВА — деревня Ведомства государственного имущества, по почтовому тракту, число дворов — 3, число душ — 6 м. п. (1856 год)

БОЛЬШАЯ И МАЛАЯ ОТАЕВЫ — деревня казённая при реке Сяси, число дворов — 13, число жителей: 39 м. п., 27 ж. п.; Часовня православная. (1862 год)

Согласно епархиальным сведениям 1899 года деревни относились к приходу собора Успения Пресвятой Богородицы (ранее Успенско-Сясьского погоста) в селе Рогожа.
В конце XIX — начале XX века деревня административно относилась к Иссадской волости 2-го стана Новоладожского уезда Санкт-Петербургской губернии.
По данным «Памятной книжки Санкт-Петербургской губернии» за 1905 год деревня Отаево входила в состав Подрябинского сельского общества.
Согласно карте Петроградской и Новгородской губерний издания 1915 года две смежных деревни Отаева — Малая и Большая находились на реке Отаевке.
С 1917 по 1923 год деревня входила в состав Перевозского сельсовета Иссадской волости Новоладожского уезда.
С 1923 года в составе Пульницкого сельсовета Колчановской волости Волховского уезда.
С 1924 года в составе Ребровского сельсовета.
С 1926 года вновь в составе Пульницкого сельсовета.
С 1927 года в составе Волховского района.
По данным 1933 года деревня Отаево входила в состав Пульницкого сельсовета Волховского района.
В 1939 году население деревни составляло 163 человека.

Деревня Отаево на карте 1940 года

С 1946 года в составе Новоладожского района.
В 1958 году население деревни составляло 95 человек.
С 1963 года вновь в составе Волховского района.
По данным 1966, 1973 и 1990 годов деревня Отаево также входила в состав Пульницкого сельсовета.
В 1997 году в деревне Отаево Пульницкой волости проживали 19 человек, в 2002 году — 16 человек (русские — 94 %).
В 2007 году в деревне Отаево Сясьстройского ГП — 13.

## География
Деревня расположена в северной части района на автодороге 41К-197 (Колчаново — Сясьстрой).
Расстояние до административного центра поселения — 17 км.
Расстояние до ближайшей железнодорожной станции Колчаново — 10 км.
Деревня находится на левом берегу реки Сясь. Через деревню протекает Мотеевский ручей.

## Демография
| 1838 | 1862 | 1997 | 2002 | 2007 | 2010 | 2017 |
| ---- | ---- | ---- | ---- | ---- | ---- | ---- |
| 51   | ↗66  | ↘19  | ↘16  | ↘13  | ↗17  | ↘10  |

### Национальный состав
Согласно данным Всероссийской переписи населения 2021 года в деревне проживали 18 человек, все русские.